# Rhodopina okinoerabuana
Rhodopina okinoerabuana är en skalbaggsart som beskrevs av Hayashi 1961. Rhodopina okinoerabuana ingår i släktet Rhodopina och familjen långhorningar. Inga underarter finns listade i Catalogue of Life.